# هارولد رودس
هارولد رودس (22 يوليو 1936 في المملكة المتحدة - ) (بالإنجليزية: Harold Rhodes)‏ هو لاعب كريكت بريطاني. شارك مع منتخب إنجلترا للكريكت. أما مع النوادي، فقد لعب مع نادي مقاطعة ديربيشاير للكريكت ‏ ونادي مقاطعة نوتنغهامشير للكريكت ‏.

## وصلات خارجية
- هارولد رودس على موقع إي آس بي آن كريك إنفو (الإنجليزية)